# Yelp
Yelp is een internetplatform dat door middel van een website en mobiele app consumenten toelaat lokale bedrijven te vinden en te becommentariëren.

## Geschiedenis
Yelp werd opgericht door twee voormalige PayPal-werknemers, Jeremy Stoppelman en Russel Simmons vanuit een incubator, MRL Ventures, in 2004. Simmons en Stoppelman kwamen op het idee voor een op e-mail gebaseerd netwerk van doorverwijzingen nadat Simmons geen lokale aanbeveling voor een arts vond toen hij de griep opliep. Max Levin, ook een voormalig PayPalmedewerker en de oprichter van MRL Ventures, injecteerde 1 miljoen dollar. Medeoprichter van MRL, David Galbraith, kwam met de naam "Yelp" op de proppen. De naam was kort, makkelijk te onthouden, makkelijk te schrijven en klonk als yellow pages en help.
Het e-mail-gebaseerde systeem was te ingewikkeld om investeerders en gebruikers aan te trekken. Gebruiksgegevens toonden aan dat gebruikers geen antwoord gaven op verzoeken om doorverwijzing maar wel de review-functie gebruikten. Nadat de site in 2005 werd herontworpen stegen de gebruikersaantallen. Yelp kon zo nieuwe investeerders aantrekken. Het aantal reviewers bleef stijgen. Vanaf 2009 breidde Yelp internationaal uit. Google bood een half miljard voor het bedrijf, Yahoo één miljard. Yelp bleef echter zelfstandig en beschuldigde Google ervan Yelp te benadelen in haar zoekresultaten. In 2011 schreef het een IPO uit. In 2012 werd het een publiek bedrijf en begon aan een reeks overnames. Qype, SeatMe, Restaurant-Kritik en CityVox werden opgekocht. In 2014 maakte het bedrijf voor het eerst winst, vermoedelijk na een update van Googles algoritme. Yelp internationaliseerde verder. Na een slecht rapport in het derde trimester van 2016 stopte het zijn internationale expansie en beperkte zijn operaties tot Noord-Amerika. 175 mensen werden ontslagen buiten Noord-Amerika. In 2017 zakte de waarde van haar aandelen met 30% door tegenvallende resultaten.

## Functies
De website van Yelp, Yelp.com, is een online sociaal netwerk waar mensen lokale bedrijven die ze frequenteren waarderen aan de hand van geschreven reviews. De gebruikersgemeenschap is voornamelijk actief in grote stedelijke gebieden. De site heeft pagina's per locatie waar gebruikers hun review van diensten en producten kunnen plaatsen gebruik makend van een vijfsterrenratingsysteem. Gebruikers kunnen ook reageren op andere gebruikers, plannen maken of gewoon socialiseren. Sinds 2016 zijn 70% van de Yelp-zoekopdrachten afkomstig vanop een smartphone. Eind 2017 waren er 141 miljoen unieke maandelijkse bezoekers die goed waren voor 148 miljoen reviews. Men kan door middel van Yelp Reservations ook reserveren. Sinds 2009 kan men met een iPhone-camera en augmented reality, informatie krijgen wanneer men inzoomt op een handelszaak. In 2012 werd Yelp in Siri van Apple geïntegreerd. Sinds 2014 kan men hotels boeken via Yelp.
Bedrijven kunnen ook hun contactgegevens, openingsuren en andere informatie bijwerken of speciale aanbiedingen toevoegen. Bedrijven kunnen sinds 2008  ook publiek of persoonlijk reageren op de reviews. Onenigheden tussen bedrijven werden zo soms bijgelegd maar hebben evengoed tot intimidatie en fysiek geweld geleid. Bedrijven kunnen hun profiel 'claimen'. Ze zijn dan in staat om te reageren en hebben inzicht in het internetverkeer. Sinds 2014 is er ook een app voor bedrijven. Bedrijven kunnen ook reviews markeren voor verwijdering. Als de review tegen de inhoudsregels indruist, zal Yelp ze dan verwijderen.
Yelps inkomsten komen hoofdzakelijk uit reclame en gesponsorde vermeldingen van bedrijven. Adverteerders kunnen betalen om bovenaan de zoekresultaten te staan of reclameboodschappen te plaatsen op de pagina's van concurrenten. Yelp laat enkel bedrijven met minstens 3 sterren toe te adverteren. Tot 2010 konden bedrijven ook betalen om goede reviews boven de slechte te laten verschijnen maar die mogelijkheid is stopgezet.

## Resultaten
- Harvard Business School publiceerde in 2011 een onderzoek waaruit bleek dat elke "ster" de omzet van het bedrijf met 5 tot 9 procent beïnvloedde.
- Een studie door twee Berkeley-economisten in 2012 stelde dat een toename van 3,5 naar 4 sterren resulteerde in een toename van 19 procent in de kans dat het restaurant werd geboekt (tijdens piekmomenten).
- Uit een enquête in 2014 van Yodl bij 300 zelfstandigen bleek dat 78% bezorgd waren over negatieve beoordelingen, 43% vond dat de reviews unfair waren omdat men niet zeker kon weten dat het om werkelijke klanten ging.

### Astroturfing
Naarmate Yelp groeide en invloedrijker werd steeg het aantal valse recensies door concurrentie en bedrijfseigenaren. Een studie van Harvard-docent Michael Luca die 316.415 reviews analyseerde, wees uit dat tussen 2006 en 2014 het aantal valse reviews steeg van 6% naar 20%. Yelps eigen filter duidt 25% van de reviews als verdacht aan. Yelp heeft een eigen algoritme dat probeert te evalueren of een review authentiek is. Het filtert reviews die volgens Yelp niet gebaseerd zijn op werkelijke persoonlijke ervaringen van een klant, zoals vereist door de gebruiksvoorwaarden van de site. Het algoritme werd twee weken na het ontstaan van de site ontwikkeld toen de eerste duidelijk valse reviews reeds in het oog sprongen. De reviews die verdacht zijn, gaan in quarantaine en met de sterratings wordt geen rekening gehouden. Volgens de New Yorkse procureur-generaal Eric T. Schneiderman heeft Yelp de strengste astroturfing-filter van de sociale netwerksites die hij onderzocht heeft. Yelp werd bekritiseerd omdat het niet wil openbaar maken hoe de filter werkt. Volgens Yelp zou de filter dan te omzeilen zijn.
Yelp voert ook steekproeven uit om bedrijven te ontmaskeren die zelf recensies schrijven. In 2013 leidde Yelp een rechtszaak in tegen BuyYelpReview/AdBlaze omdat ze tegen betaling valse reviews zouden schrijven. In 2013 klaagde Yelp een advocaat aan die zou hebben deel uitgemaakt  van een groep advocatenkantoren die Yelp-recensies uitwisselden. De advocaat zei dat Yelp probeerde om wraak te nemen voor zijn eigen juridische geschillen en activisme tegen Yelp. Een poging om de zaak te seponeren werd in december 2014 geweigerd. Nog in september 2013 werkte Yelp mee aan een onderzoek van de New Yorkse procureur generaal die 19 astroturfing-operaties bloot legde. In 2017 kende een Norfolkse jury een juwelenwinkel 34.000 Amerikaanse dollar schadevergoeding toe wegens emotionele leed nadat een werknemer van een concurrent een valse Yelp-review had geschreven.

### Vermeende manipulaties door Yelp
Veel bedrijfsleiders zegden dat Yelp-vertegenwoordigers hebben aangeboden om slechte reviews te zullen verwijderen in ruil voor de aankoop van advertentieruimte. Anderen claimden dat slechte reviews prominenter werden en goede reviews verdwenen waarop ze een telefoontje kregen van Yelp die probeerde advertentieruimte te verkopen. Yelp zegde dat zijn commercieel personeel niet de capaciteit heeft om reviews te wijzigen en dat de veranderingen veroorzaakt werden door zijn geautomatiseerde filter.
Verschillende rechtszaken werden tegen Yelp ingeleid, het bedrijf beschuldigend slachtoffers af te persen om reclameproducten te kopen. Allen werden door rechters geseponeerd. In 2013 werd een class-action-zaak ingediend tegen Yelp waarin een Long Beach-dierenhospitaal beweerde dat het door Yelp gevraagd werd 300$ te betalen om denigrerende klantbeoordelingen te laten verdwijnen. Nog negen bedrijven sloten zich erbij aan. Daarna volgden nog twee nieuwe zaken. Ze werden allen gebundeld en in 2011 door San Francisco U.S. District Judge Edward Chen geseponeerd. Chen zegde dat de reviews werden beschermd door de Communications Decency Act of 1996 en dat er geen bewijs was dat Yelp de boel zou hebben gemanipuleerd. De aanklagers hebben daarop beroep aangetekend. In 2014 heeft de Ninth U.S. Circuit Court of Appeals de seponering geldig verklaard, bewerend dat zelfs als Yelp reviews manipuleerde om adverteerders te bevoordelen, dat voor de rechtbank niet onder de juridische definitie van afpersing viel. 
In 2013 hield Yelp een aantal openbare vergaderingen waarop bedrijfsleiders hun frustraties uitten. Een Harvard-studie uit 2011 van Michael Luca stelde dat er geen significante correlatie was tussen het aantal positieve reviews en het al dan niet adverteren. De Federal Trade Commission kreeg tussen 2008 en 2014 2046 klachten  over Yelp van zelfstandigen en kleinhandelaars over valse of negatieve reviews na een weigering om advertentieruimte te kopen. Volgens Yelp is die commissie in 2015 na een tweede onderzoek tot de conclusie gekomen dat uit geen van beide onderzoeken iets mis bleek met de werkwijze van Yelp en ondernam het geen actie tegen de onderneming. Journalist David Lazarus van de Los Angeles Times bekritiseerde Yelp in 2014 voor de praktijk waarbij men kon betalen om advertenties van concurrenten niet bovenaan de lijst te laten verschijnen. Sinds 2015 is het wachten op de documentaire Billion Dollar Bully van Kaylie Milliken over de praktijken van Yelp.
In 2018, in de zaak Hassell v. Bird, stelde het hooggerechtshof van Californië, met een smalle 4-3-marge, dat een bedrijf Yelp niet kan dwingen een review te verwijderen, zelfs als de review lasterlijk is voor het bedrijf.
Een onderzoek van Business Insider in 2020 bracht een bedenkelijke bedrijfscultuur bij Yelp aan het licht.

### België
In 2015 kondigde minister van economie Kris Peeters een grondige analyse aan van review-websites.

### Nederland
In Nederland zou Yelp niet echt populair zijn.

## Gemeenschap
Volgens Inc. Magazine zijn de meeste beoordelaars, soms Yelpers genoemd, van goede wil en schrijven ze reviews om zich uit te uiten, het schrijven te oefenen of om creatief te zijn. Soms schrijven ze reviews omdat ze ontevreden zijn over bedrijven. Yelpers worden soms aangedreven door eretekens en onderscheidingen, zoals bijvoorbeeld die om de eerste te zijn om een review te schrijven, of voor de lof en aandacht van de andere gebruikers. Veel reviews zijn op een onderhoudende of creatieve manier geschreven. Sommige gebruikers schrijven reviews als protest tegen of steun aan de politieke opvattingen van bedrijven. Yelp probeert deze te filteren. Gebruikers kunnen aangeven of ze een review nuttig, grappig of cool vinden. Elke dag wordt er een review van de dag aangeduid op basis van de stemmen. De meeste gebruikers zijn jongvolwassenen van 18 tot 25 jaar die graag met internet omgaan. 
Gebruikers worden aangemoedigd onder eigen naam en met foto deel te nemen. Elk jaar worden leden van de Yelp-gemeenschap uitgenodigd of nomineren ze zichzelf voor de "Yelp Elite Squad". Sommige worden geaccepteerd op basis van een evaluatie van de kwaliteit en frequentie van hun beoordelingen. Leden kunnen andere leden nomineren voor de elite status. Men dient wel onder eigen naam en met foto bij te dragen. Men mag geen bedrijf hebben. Yelpers hebben een bestuursraad en naar schatting enkele duizenden leden. Yelp maakt niet openbaar hoe de Yelp elite verkozen wordt. Leden van de "Yelp Elite Squad" krijgen eretekens. De kleur geeft aan hoe lang ze er reeds deel van uit maken. De "Yelp Elite Squad" is in 2005 ontstaan tijdens feestjes die Yelp gaf voor leden en bestond formeel vanaf 2006. Leden worden uitgenodigd op bijzondere openingsfeestjes, krijgen geschenken en ontvangen andere extraatjes. Eind 2017 waren er 80 lokale 'squads' in Noord-Amerika. Yelp had eind 2017 ook 80 communitymanagers in dienst die feestjes organiseerden voor actieve leden, bemoedigende boodschappen schreven naar actieve leden en lessen organiseerden voor kleinhandelaars. 